# Maria Wawrykowa
Maria Wawrykowa (ur. 4 grudnia 1925, zm. 4 września 2006) – polska historyczka. 

## Życiorys
Studia na Uniwersytecie Lwowskim i na Uniwersytecie Warszawskim. W czasie II wojny światowej więziona w więzieniach w Tarnopolu, we Lwowie i w obozach koncentracyjnych Auschwitz i Ravensbrück (1943–1945). Magisterium w Instytucie Historycznym UW w 1951, doktorat tamże w 1960 pod kierunkiem Rafała Gerbera, habilitacja w 1968, profesor nadzwyczajny w 1975, profesor zwyczajny w 1982. Zatrudniona w Instytucie Historycznym UW, kolejno jako starszy asystent (1957), adiunkt (1961), docent (1969), profesor nadzwyczajny UW (1975), profesor zwyczajny (1982). Wicedyrektor Instytutu Historycznego UW (1980–1981). Emerytura w 1987. Pracowniczka Centralnego Komitetu SD (1945–1948) i Zarządu Głównego Ligi Kobiet (1948–1953). Pracowniczka Zakładu Badań Historycznych Instytutu Polsko-Radzieckiego (1951–1956).
Członek Polsko-Zachodnioniemieckiej Komisji UNESCO do spraw podręczników szkolnych w zakresie historii i geografii (od 1972, od 1984 członkini Prezydium).
Autorka ponad 100 prac z zakresu historii nowożytnej Polski, Rosji i Niemiec.

## Uczniowie
Do jej uczniów zaliczają się: Tadeusz Cegielski, Włodzimierz Muś, Grażyna Szelągowska, Krystyna Szelągowska, Aleksander Woroniecki-Mirski.  

## Wybrane publikacje
- Rewolucyjne narodnictwo w latach siedemdziesiątych XIX wieku, 1963
- Ruch studencki w Niemczech 1815-1825, 1969
- Dzieje Niemiec 1648-1789, 1975
- Historia powszechna 1789–1849 (ISBN 83-02-04556-X), 1992
- Historia powszechna 1850–1914 (ISBN 83-02-06821-7), 1998
- Dzieje Niemiec 1789–1871, (ISBN 83-01-01049-5), 1980

## Nagrody i odznaczenia
- Nagrody resortowe 1969, 1973, 1977, 1980, 1982, `986
- Nagroda Instytutu Zachodniego w Poznaniu (1985)
- Krzyż Kawalerski Orderu Odrodzenia Polski
- Medal 40-lecia Polski Ludowej
- Medal Zwycięstwa i Wolności 1945
- Medal Komisji Edukacji Narodowej
- Złota odznaka Związku Nauczycielstwa Polskiego
- Medal Towarzystwa Naukowego Jabłonowskich (Lipsk)